# Pannewitz (Neschwitz)

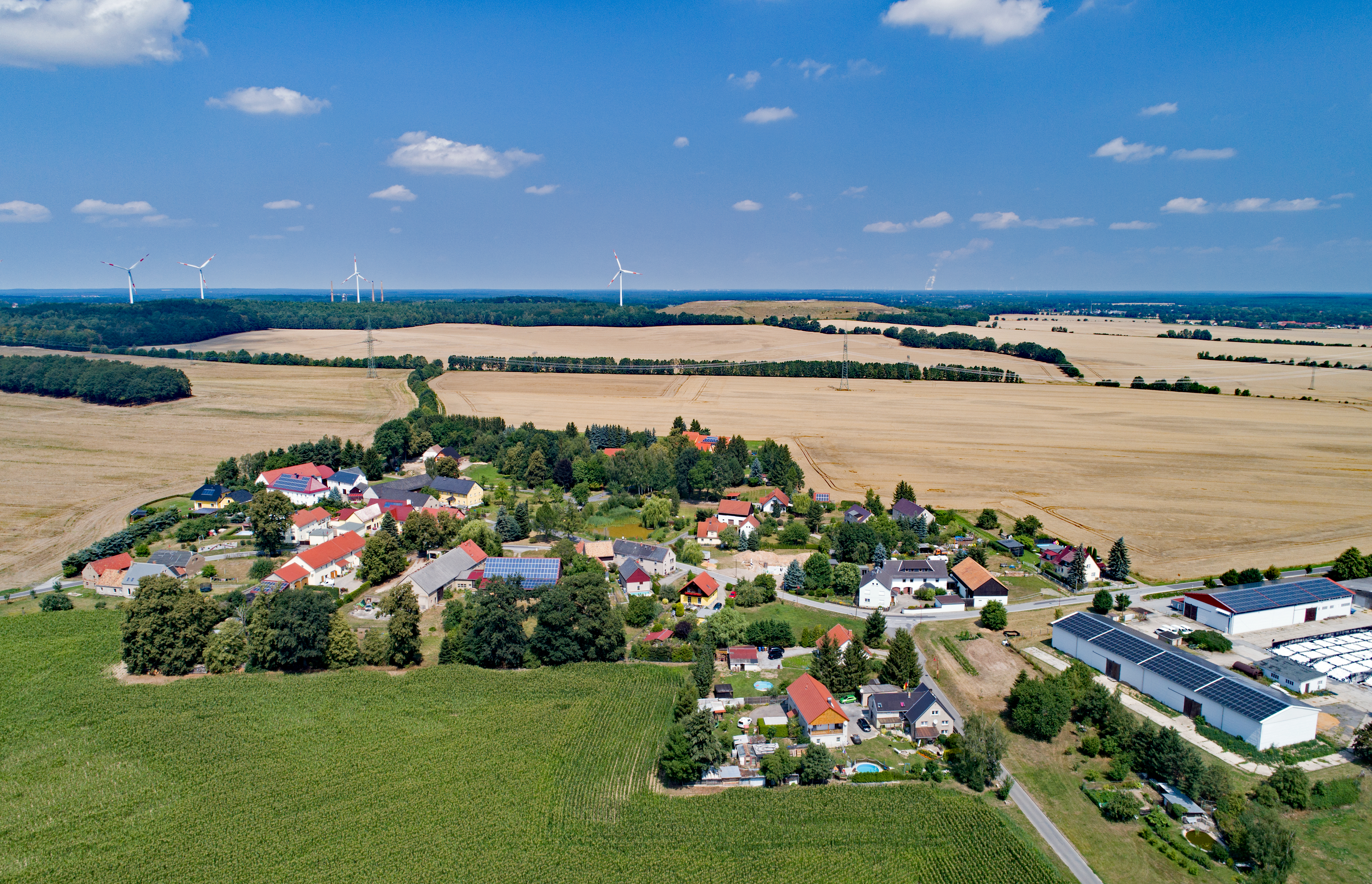
Luftbild

Pannewitz, obersorbisch Banecyⓘ, ist ein Ort im ostsächsischen Landkreis Bautzen und gehört seit 1993 zur Gemeinde Neschwitz. Der Ort liegt in der Oberlausitz und zählt zum sorbischen Siedlungsgebiet.

## Geografie
Der Ort befindet sich etwa neun Kilometer nordwestlich der Großen Kreisstadt Bautzen und vier Kilometer südlich des Gemeindezentrums im Oberlausitzer Gefilde. Pannewitz liegt am nordwestlichen Hang des Schwarzwasser-Tales. Nach Westen steigt das Gelände in Richtung Neulauske und Guhra hin um etwa 50 Meter an; das südlich vorbeifließende Flüsschen liegt etwa fünf Meter tiefer als der Ort.
Pannewitz ist ein Platzdorf mit zwei Dreiseithöfen. Die Nachbarorte sind Saritsch im Osten, Loga im Südosten und Weidlitz im Südwesten.

## Geschichte
Der Ort wurde erstmals um 1400 als Wohnort eines Kunat von Bahinwicz urkundlich erwähnt. Weitere verzeichnete Namensformen sind Banewicz (1469) und das der sorbischen Form nahestehende Bahnetz (1580). Die Grundherrschaft lag im 16. Jahrhundert noch beim Rittergut Sollschwitz, als dessen Vorwerk Pannewitz 1654 verzeichnet war. Im Jahre 1704 kam Pannewitz zum Grundbesitz des Weidlitzer Gutes, da Ernst Gotthardt Adolf von Warnsdorf auf Zschochau beide Güter erwarb und vereinigte. Der wohl bekannteste zwischenzeitliche Besitzer beider Güter war der sächsische Premierminister Heinrich von Brühl, der die Güter 1746 kaufte, jedoch nur einmal besuchte und bereits 1749 wieder verkaufte.
Bis zum 1. April 1936 bildete Pannewitz mit dem Ortsteil Weidlitz eine eigenständige Landgemeinde; dann wurde es zunächst nach Saritsch und 1993 gemeinsam mit diesem nach Neschwitz eingemeindet.

## Bevölkerung

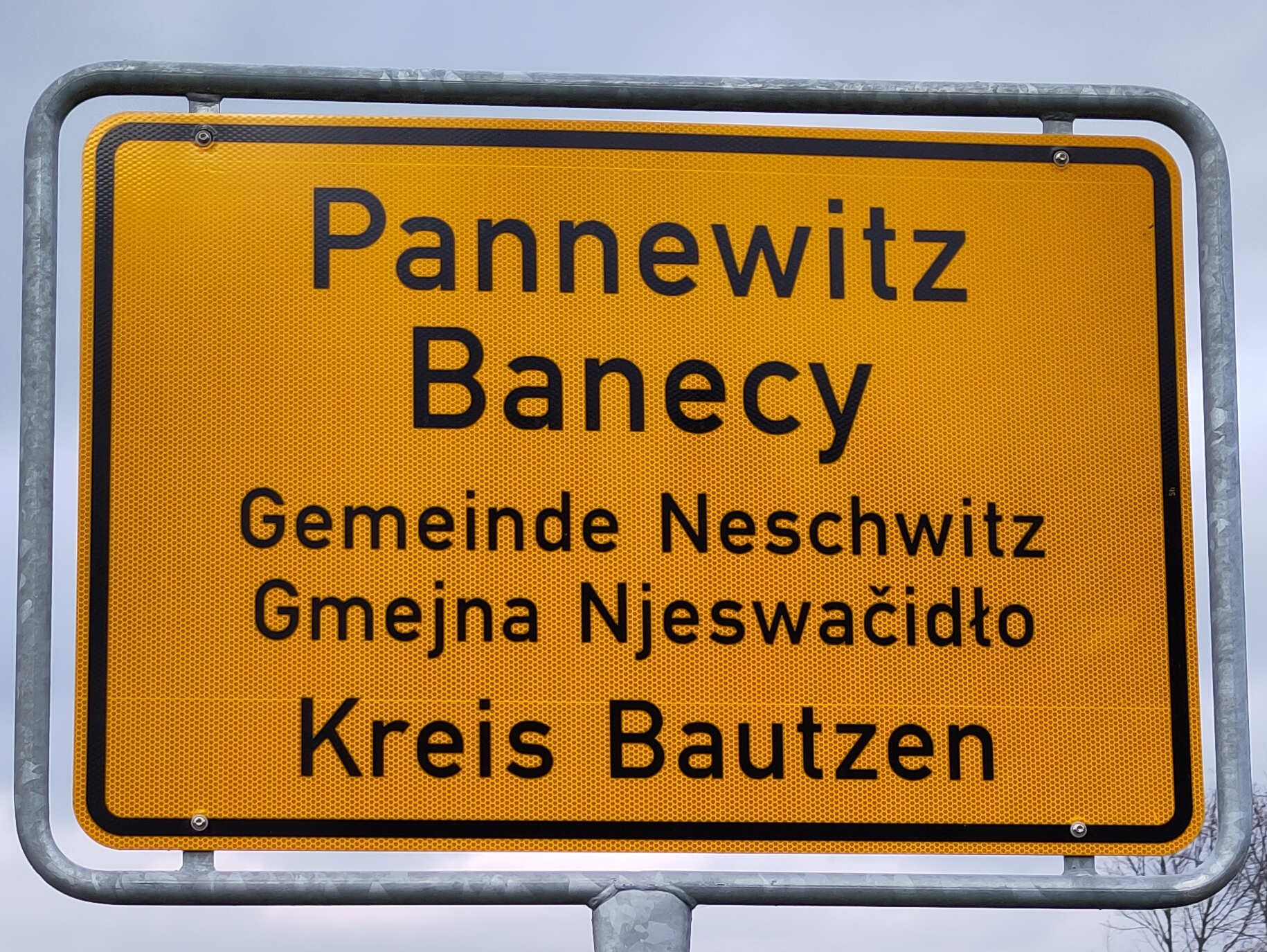
Zweisprachiges Ortsschild von Pannewitz/Banecy

Für seine Statistik über die sorbische Bevölkerung in der Oberlausitz ermittelte Arnošt Muka in den achtziger Jahren des 19. Jahrhunderts eine Bevölkerungszahl von 179 Einwohnern; davon waren 146 Sorben (82 %) und 33 Deutsche. Pannewitz verfügte damit über eine im regionalen Vergleich relativ große deutsche Minderheit, was auch auf das Rittergut zurückgeführt werden kann. Seitdem ist der Gebrauch der sorbischen Sprache im Ort stark zurückgegangen.
Die gläubigen Einwohner sind überwiegend evangelisch-lutherischer Konfession und seit 1809 nach Neschwitz gepfarrt. Bis dahin hatte Pannewitz zur Kirchgemeinde Göda gezählt.